# 王天定
王天定（1927年1月5日—1991年1月29日），臺灣南投縣信義鄉東埔村布農族人，他是一位登山嚮導、山難搜救者，也是第一位完成臺灣百岳登頂的台灣原住民。

## 生平
王天定是1927年1月5日生於東埔，東埔公學校畢業。東埔的布農族在日治時期就為日本登山者所雇用作嚮導及挑夫。十五歲時，他帶領一群女高中生登玉山。十七歲時，到玉山氣象站工作。兩年後，他受招作台籍日本兵，正於高雄港等上軍船時，剛好日本投降。
1945年9月三叉山山難，擔任救援的布農族因警覺氣候劇變，先自行下山得以減少傷亡，擔任救援的阿美族則僅一人倖存，而使布農族的登山能力為人所稱道。戰後初期，臺灣的登山客會雇用南投縣信義鄉東埔村、屏東縣霧台鄉、宜蘭縣大同鄉環山村的原住民作嚮導。
王天定與妻子在東埔村經營店舖維生，育王秀林和王秀光等孩子。二十三歲，王天定受台北市登山會謝金龍等六名擔任往玉山的嚮導，使他開始作職業嚮導兼揹伕，之後受林文安僱用，結識蔡景璋、邢天正、丁同三等台灣登山界人物。王天定在當時臺灣登山界中有傳奇色彩，參與許多山難搜救行列、會奮不顧身親臨探尋。如1978年4月他在玉山風口山崖去找台灣植物保護中心職員梁儷靜及蕭光湶的遺體、1979年2月他從八通關去玉山搜救墜崖死亡的林士崇、1980年3月他帶領原住民去奇萊山搬運國立清華大學核工系學生許榮通等人的遺體。
1980年11月，在美鹿隊、竹葉青隊、電信隊的陪伴下，王天定成功登上太魯閣大山，成為第一位完成臺灣百岳攀登的臺灣原住民。王天定在自家客廳中，掛滿他登山的照片、來自各地的感謝狀、獎牌、獎杯等。包商在玉山闢建捷徑時，也會去找王天定談搬運及協建事宜。在這些老一輩山友的眼中，王天定守信守分、任勞任怨，建立起東埔村布農族人嚮導的聲望，此後東埔人代代承襲這個傳統。王天定為了加強村人的嚮導素質，便決定請中華民國山岳協會來村內舉辦山地嚮導講習會。東埔村知名的嚮導、揹夫就有全桂林、伍勝美、伍萬勝、伍明山、伍玉龍、伍玉光、方有水等。像陳一帆所作于右任銅像，就是由全桂林及伍勝美兩人在1967年輪流背負上玉山。
1983年12月，王天定次子逝世後，王天定因有風濕痛等身體因素，改行作起兒子在東埔村垃圾清潔工作。1985年6月，嘉義登山協會的陳淵燦去東埔村探望時，王天定因之前駕車車禍，已臥床已久。在1989年時，因時代演變，東埔村的布農族已不再以作高山嚮導、揹夫為主要收入來源。1991年1月，記者黃德雄報導，該月29日凌晨4時21分許，王天定因中風腦溢血在東埔村家中去世，遺下兩兒三女和二孫。